# 義忠
義忠（ぎちゅう）は、室町時代中期から後期にかけての天台宗の僧侶。室町幕府の第10代将軍・足利義稙の異母弟。

## 生涯
文明11年（1479年）、室町幕府の第8代将軍・足利義政の弟である足利義視の子として誕生。母は不詳。この当時、義視は嫡子・義稙と共に美濃に在国していたことから、すぐ上の兄・了玄と同様、美濃で出生した可能性が高い。
延徳3年（1491年）4月、兄・義稙の命によって、天台宗の名刹・実相院に入寺した。
明応2年（1493年）4月、兄・義稙が明応の政変より失脚したが、義忠は京都に留まることを許され、明応3年（1494年）4月21日には近衛政家の猶子となった。
文亀2年（1502年）8月4日、義澄は管領・細川政元との対立から突如「隠居」を宣言し、実相院に近い金龍寺（妙善院）に引き籠った。
8月6日、義忠が義澄の見舞いのために金龍寺を訪れると、警備をしていた政元の配下の兵によって捕えられ、近くの阿弥陀堂で殺害された。享年24。
猶父・政家の日記『後法興院記』文亀2年8月6日条によれば、義澄が金龍寺に籠った直後に翻意を促すため同寺を訪れた政元に対して、将軍職復帰のために示した7条件の中に、義忠の処刑があったとされている。
これについては2つの可能性が考えられる。1つは、義澄が当時、京都復帰と将軍職奪回を目指して活発に軍事行動を繰り広げる義稙の攻勢に悩まされており、京都にいる幕府内外の反対派が義忠を擁して、義稙と連携する可能性を恐れたというものである。もう1つはこの頃、将軍として自ら政務を行おうとする義澄とこれに反発する政元の確執が激しくなり、かつて義稙を廃して義澄を新将軍に擁立した明応の政変と同じようなクーデターが、今度は義澄を廃して義忠を新将軍に擁立するという形で発生する可能性があったためというものである。これは、義澄自身も政変前は天竜寺の僧侶であったこと、義忠が将軍に立てられた場合には、政元と新将軍となった義忠の数少ない身内（兄）である義稙の間で和議を行う名目が立つという点でも考えられるものであった。いずれにしても、義澄にとって義忠は自己の地位を脅かす存在となっており、その抹殺の必要性があったと見られている。そして、義澄と政元は以後もたびたび対立したものの、政元は義忠の殺害によって次期将軍候補の切り札を失い、かつ義稙派から完全に敵視される状況となったため、義澄を廃して新たな将軍候補を立てることも義稙派と和解することも出来なくなり、その政治的選択肢を狭めた一方で、義澄の将軍としての地位は一応の安定を得ることになった。